# 아사히촌 (이바라키현 이나시키군)
아사히촌(朝日村)은 이바라키현 이나시키군에 일찍이 존재했던 촌이다.

## 지리
현 아미정의 남서부에서 쓰치우라시 남부의 아라카와오키역 일대, 우시쿠시 북동부 일부 지역에 이르는 일대가 ㅊ촌 지역이다. 촌 이름의 유래가 된 아사히카와강(오토강) 유역의 평지와 고원지대가 얽힌 골짜기가 많은 지형으로, 서쪽 끝자락은 리쿠마에하마 가도의 아라카와오키주쿠를 중심으로 소규모 공장의 입지와 상업지로 붐비고, 아라카와오키역 동쪽에는 아라카와오키 경마장이 설치되어 있었다

## 역사
- 1889년 4월 1일 - 정촌제 시행에 의해 시다군 아사히촌이 성립하였다.
- 1896년 4월 1일 - 가와치군과 합병해 이나사키군이 성립하여, 아사히촌은 이나사키군에 이관되었다.
- 1955년 4월 1일 - 아미정, 가미하라촌과 합병해, 새로운 아미정이 성립하여, 동일 아사히촌은 폐지되었다.

## 인구
| 1891년 | 2,707 |
| 1920년 | 6,348 |
| 1935년 | 7,068 |
| 1950년 | 6,348 |

## 교통

### 도로
- 2급국도
  - 국도 제6호선 (미토가도)

## 참고문헌
- 角川日本地名大辞典編纂委員会『角川日本地名大辞典 8 茨城県』、角川書店、1983年 ISBN 4-04-001080-9